# Dryden Theatre
O Dryden Theatre (em português: Teatro Dryden) está localizado no Museu George Eastman, em Rochester, Nova York, nos Estados Unidos. 

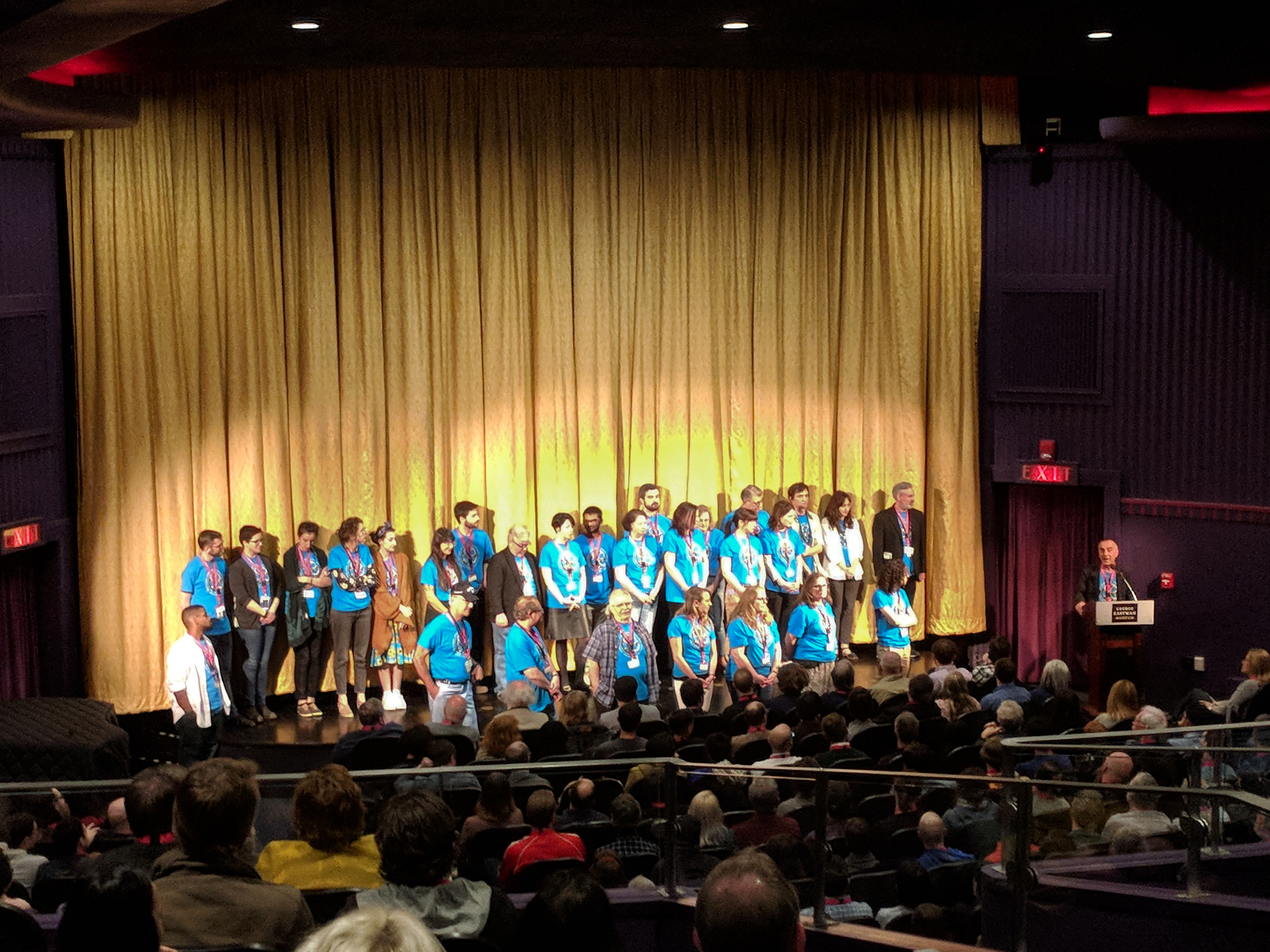
Teatro Dryden durante o festival de filmes de nitrato (2018).

O Teatro Dryden é o principal espaço para mostrar a coleção de filmes do museu, as restaurações recentes, além de exposições itinerantes e estreias de novos filmes estrangeiros e filmes independentes. Até o momento, mais de 16.000 títulos de filmes foram exibidos no teatro.
O teatro foi construído em 1951 após uma doação de George e Ellen Dryden, sobrinha de George Eastman. O primeiro filme exibido no Dryden foi o filme mudo de Jean Renoir, Nana (1926). O curador e fundador do museu, James Card (1915–2000), foi pioneiro no mundo dos arquivos e também foi amigo íntimo de Henri Langlois, da  Cinemateca Francesa em Paris. Juntos, eles ajudaram a contribuir para a apreciação do filme como forma de arte.

Hoje, o Dryden Theatre é um dos poucos no  mundo capaz de projetar filmes de nitrato. Além disso, o teatro organiza anualmente o Nitrate Picture Show, um festival de cinema dedicado à exibição de impressões originais de filmes de nitrato.